# Aitana FC
Der Aitana Futebol Clube ist ein osttimoresischer Fußballverein. Er ist in Dili ansässig und ist nach dem Berg Aitana benannt, in Erinnerung an das dortige Massaker von 1981.

## Geschichte
2015 erreichte der Aitana FC in der Qualifikationsrunde für die neugegründete LFA Primeira Divisão in der Gruppe C den zweiten Platz und zog so in die höchste Liga ein. In der Spielzeit 2016 landete der Verein aber auf den achten und damit letzten Platz und stieg daher für die Saison 2017 in die LFA Segunda Divisão ab.
Beim Landespokal Taça 12 de Novembro 2016 schied man in der zweiten Runde gegen Sport Laulara e Benfica aus, 2017 scheiterte man in der ersten Hauptrunde und 2018 erneut in der zweiten.

## Erfolge
- Osttimoresischer Pokalsieger: 2015

## Spieler
- Dibyo Previan Cesario († 2017)[3]